# Hydraloop Systems
Hydraloop Systems es una empresa internacional que desarrolla y produce sistemas descentralizados de reciclaje de aguas grises para los bienes inmuebles residenciales y comerciales destinados a ahorrar y reutilizar agua.
Con sede en los Países Bajos, la empresa tiene sus oficinas en los Estados Unidos y el Medio Oriente, así como equipos comerciales en Canadá y Australia.

## Historia
La empresa fue fundada en noviembre de 2015 en Muiderberg, los Países Bajos, por Arthur Valkieser y Sabine Stuive.
En noviembre de 2017 Hydraloop Systems B.V. presentó su primer modelo. Hydraloop está localizado en Leeuwarden desde 2018.
En octubre de 2020 tuvo lugar una ronda de financiación con la participación de Niverplast y Rabobank. Desde octubre de 2020 se puede ver Hydraloop en la película documental de Netflix “Mundo azul valiente” (Brave Blue World). La empresa está presentada como una de las soluciones para resolver la crisis mundial del agua.
En enero de 2021 la empresa lanzó el Hydraloop H600 y el Hydraloop Cascade a nivel mundial en CES Las Vegas, los EE. UU.
En marzo de 2022 la empresa recibió una inversión de 4,5 millones de euros (€ 4,5 millones).
En junio de 2022 la empresa abrió una oficina de representación en Sídney, Australia, y comenzó a trabajar con el establecimiento de agua Sydney Water para reducir el consumo de agua.
En septiembre de 2022, Hydraloop recibió una inversión de 2 millones de euros de NOM, la Agencia de Inversiones y Desarrollo para el Norte de los Países Bajos.
En 2022, la empresa fue ganadora del Premio Mundial de la OMPI de las Naciones Unidas.

### Tecnología
Los sistemas de Hydraloop Systems B.V. tratan las aguas grises de la ducha, del baño y, opcionalmente, de la lavadora, así como el agua de condensación, de la secadora, de la bomba de calor y del aire acondicionado. La tecnología patentada limpia aguas grises y agua de condensación ligeramente contaminadas sin el uso de filtros o productos químicos para su reutilización en inodoros, lavadoras y/o irrigación de jardines.
En los EE. UU., el Salt Lake City Tribune estimó que Hydraloop puede reciclar el 90 % de las aguas grises de un hogar promedio.